# Valerano I di Limburgo
Valerano d'Arlon o di Limburgo (prima del 1030 – 1082 circa) fu conte d'Arlon dal 1032 circa e conte di Limburgo dal 1065 alla sua morte.

## Origine
Valerano I di Limburgo, secondo le Gesta Treverorum era figlio di Valerano, conte di Arlon e della moglie, che gli aveva portato in dote il castello di Arlon, Adelaide di Lotaringia, figlia del Conte di Bar e Duca dell'Alta Lorena (Lotaringia), Teodorico I e della moglie, Richilde, figlia di Folmar I Conte Lunéville e Metz.
Di Valerano, conte di Arlon non si conoscono gli ascendenti; l'esistenza di Valerano viene confermata, oltre che dalle Gesta Treverorum, anche da Eberhart Arcivescovo di Treviri, in due documenti (non consultati), datati 1052 e 1053 in cui fa riferimento a due donazioni, la prima fatta da Valerano e dalla moglie, Adelaide, e la seconda dai figli, Valerano e Folcone, dopo la morte dei genitori.
Siccome, secondo le Europäische Stammtafeln, vol I, 2229 (non consultate), suo figlio, Enrico sarebbe figlio di Udo di Limburgo e della moglie Giuditta (Jutta) di Salm, figlia di Giselberto, conte di Salm e conte di Lussemburgo, potrebbe essere che Udo sia un nome attribuito a Valerano e quindi la stessa persona.

## Biografia
Valevano viene citato, per la prima volta in due documenti (non consultati) di Eberhart Arcivescovo di Treviri, datati 1052 e 1053 in cui fa riferimento a due donazioni, la prima fatta dai genitori Valerano, conte di Arlon e dalla moglie, Adelaide, e la seconda dai figli, Valerano e Folcone, dopo la morte dei genitori.
Secondo la Chronica Albrici Monachi Trium Fontium, verso il 1065, Valerano aveva sposato Jutta, che gli aveva portato in dote un territorio presso Liegi (dominium ultra Mosam prope Leodium), dove iniziò la costruzione di Limburgo, assumendo il titolo di conte di Limburgo. Infatti, secondo il documento n° 367 (non consultato) del Mittelrheinisches Urkundenbuch I, datato gennaio 1068, inerente ad una donazione, Valerano viene citato come conte (Walrammi comitis).
Valerano viene citato in un secondo documento il n° 388 (non consultato) sempre del Mittelrheinisches Urkundenbuch I, assieme al fratello Folco (Walrammus et frater eius Volko comites de Arlo).
Di Valerano I si hanno scarse notizie; dopo la sua morte, Enrico divenne conte di Limburgo, come risulta dal documento n° 388 del Mittelrheinisches Urkundenbuch I, datato 1093, in cui viene citato come duca di Limburgo (Heinricus dux de Lemburg), sottoscrittore del documento di fondazione l'abbazia di Laach ad opera del primo conte palatino del Reno Enrico II di Laach e sua moglie Adelaide di Weimar-Orlamünde, vedova di Adalberto II di Ballenstedt e di Ermanno II di Lotaringia.

## Matrimonio e discendenza
Valerano, come ci viene confermato dalla Chronica Albrici Monachi Trium Fontium, aveva sposato Jutta, come ci viene confermato anche dalla Genealogica ex Stirpe Sancti Arnulfi descendentium Mettensis, che, sempre secondo la Genealogica ex Stirpe Sancti Arnulfi descendentium Mettensis era figlia del Duca della Bassa Lorena (Lotaringia), Federico.
Dalla moglie, Jutta, Valerano ebbe due figli:
- Enrico[13] (1059 circa - 1119), conte di Limburgo e Arlon e Duca della Bassa Lorena (Lotaringia)
- Corrado ( † dopo il 1088)

Secondo le Gesta Treverorum, Valerano aveva una sola figlia che aveva sposato Enrico avvalorando quindi la tesi che Enrico non era il figlio di Valerano I ma il genero; la questione se Enrico era il figlio o il genero di Valerano I è quindi ancora aperta.

### Letteratura storiografica
- Z.N. Brooke, La Germania sotto Enrico IV e Enrico V, in «Storia del mondo medievale», vol. IV, 1999, pp. 422–482